# مولوي عبد الكبير
مولوي محمد عبد الكبير هو عضو بارز في قيادة حركة طالبان، ذكرت تقارير الأمم المتحدة أنه كان رئيس المجلس الأعلى في إمارة أفغانستان الإسلامية بعد محمد رباني، وهو أيضًا حاكم ولاية ننكرهار والمنطقة الشرقية، ولد بين 1958 و1963 في ولاية بكتيا بأفغانستان, وله نشاط كبير في العمليات شرق أفغانستان.